# Parafia św. Marcina w Boleszynie
Parafia św. Marcina w Boleszynie – rzymskokatolicka parafia znajdująca się w diecezji toruńskiej, w dekanacie Rybno Pomorskie. 
Parafia św. Marcina powstała w poł. XIV wieku i należała do kapituły chełmińskiej. Pierwszy kościół zbudowany w 1653 r. był budowlą drewnianą. Dzisiejsza świątynia, również drewniana powstała w latach 1721–1722.
Kościół znany jest jako sanktuarium Matki Bożej Bolesnej, której kult rozwija się od XVII wieku. Na przełomie XVII i XVIII wieku na terenie Boleszyna wybuchła epidemia cholery. Wierni zwrócili się do obrazu Matki Bożej o oddalenie groźnej choroby. Ich prośby zostały wysłuchane. Od tego czasu świątynia stała się miejscem pielgrzymek.
13 listopada 1999 r. w Sanktuarium Matki Bożej Bolesnej Boleszyńskiej odbył się Dekanalny Kongres Różańcowy. Do parafii należą wsie: Boleszyn,  Kowaliki, Słup, Sugajno, Wielkie Leźno i Zalesie.